# Franz von Mammen
Franz Wilhelm Mammen, ab 1915 von Mammen (* 12. Oktober 1872 in Plauen; † 1. Mai 1936 in Brandstein) war ein deutscher Forstwissenschaftler, Genealoge und Hochschullehrer.

## Herkunft
Der Textilindustrielle Enno Mammen (1847–1903) und dessen Ehefrau Ida Constanze geborene Weisbach-Gössel waren seine Eltern. Er war der Enkelsohn des Unternehmers und liberalen Politikers und Mitgliedes der Frankfurter Nationalversammlung Franz August Mammen (1813–1888) und dessen Ehefrau, der Kaufmannstochter Auguste Rau (1819–1899), und wurde in der Stadt Plauen im sächsischen Vogtland geboren. Seine Urgroßeltern waren der Kaufmann Johann Remmers Mammen (1779–1838) und dessen Ehefrau Alste Marie geb. Einem (1779–1831) im ostfriesischen Neuharlingersiel.

## Leben
Nach dem Schulbesuch studierte und promovierte er. Er wurde Privatdozent in Tharandt und später Professor der Nationalökonomie an der Forstakademie Tharandt. Nach dem Tod des Vaters Enno übernahm er die von diesem erworbene Burg Brandstein bei Berg im oberfränkischen Landkreis Hof in Bayern als Altersruhesitz, wo er 1936 starb.

## Schriften (Auswahl)
- Friedrich List. Deutschlands größter Volkswirt in seinem Wirken und seiner Bedeutung für die Gegenwart. Globus, Dresden 1914.
- Die Bedeutung des Waldes insbesondere im Kriege. (= Bibliothek für Volks- und Weltwirtschaft, Heft 11). Dresden 1916.
- Deutschlands und Oesterreich-Ungarns Holzzollpolitik vor, während und nach dem Weltkriege. Dresden und Leipzig 1916.
- Die Produktionskosten in der Landwirtschaft. Globus, Dresden und Leipzig 1920.
- Die volkswirtschaftliche Bedeutung der Jagd. Dresden 1926.
- Stammliste der Familie Hinrich Mammen. Zentralstelle für Genealogie, Leipzig 1927.
- Vier Casualreden der Familie des Franz August Mammen (1813–1888), 1934.
- Franz August Mammen in Plauen – Leben u. Wirken e. sächsischen Industriellen, Dresden und Leipzig, 1935.